# Cyathea stokesii
Cyathea stokesii är en ormbunkeart som först beskrevs av E. Brown, och fick sitt nu gällande namn av N. Halle och Florence. Cyathea stokesii ingår i släktet Cyathea och familjen Cyatheaceae. Inga underarter finns listade.